# Dum nos
Dum nos  è un'enciclica di papa Pio VI, datata 19 aprile 1792, nella quale il Papa condanna nuovamente i provvedimenti dell'Assemblea nazionale costituente che hanno sottratto alla Santa Sede la città di Avignone e il Contado Venassino, e invita quanti si sono allontanati dalla Chiesa cattolica a recuperare l'antica fede dei padri.